# 이온 포
이온 포(영어: Ion Cannon)는 스타크래프트 종족인 테란의 건물이다. 테란의 특수 건물 중에 하나이다.

## 특징
이온 포는 스타크래프트와 스타크래프트 리마스터에선 영단어인 Ion Cannon을 그대로 한글로 음역한 이온 캐논이라고 부른다. 스타크래프트 2에서는 등장하지않는 건물로 스타크래프트 2에서는 드라켄 레이저 천공기, 드라켄 파동포가 이온 포를 대체한다. 이온 포는 스타크래프트나 스타크래프트 리마스터에선 스타크래프트 캠페인 에디터나 유즈맵 전용인 건물로 일반적인 테란의 건물로는 볼 수 없다. 이온 포는 스타크래프트 오리지날 테란 미션에 등장하는데 아크튜러스 멩스크가 사라 케리건을 이용만 하고 토사구팽한 것에 분노한 짐 레이너는 코랄의 후예를 탈퇴하였으며 이후로 아크튜러스 멩스크가 에드문드 듀크를 시켜 짐 레이너를  저지하는 용도로 이온 포를 가동시키게 된다. 이런 것을 눈치챈 짐 레이너가 이온 포를 파괴하고 아크튜러스 멩스크의 전투순양함 중에 하나인 히페리온을 탈취해간다는 설정으로 스타크래프트 오리지날 테란 미션으로 등장한다. 스타크래프트의 설정 상 이온 포는 행성의 대기권으로 진입하는 모든 적들을 요격하는 무기이지만 게임에서는 공격 기능이 없다. 건물의 능력치는 체력:2000, 기본 방어력:1의 능력치를 가지고 있다.

## 같이 보기
- 스타크래프트
- 테란